# 张祚 (前凉)
涼威王张祚（327年前—355年），字太伯，安定烏氏人。十六国时期前凉君主，前凉文王张骏庶长子，前凉桓王张重华异母兄。張祚與張重華寵臣勾結，又與太后通姦，得以在張曜靈繼位不久即廢其自立，更曾經稱帝。然而在稱帝翌年就被政變推翻及被殺。

## 生平

### 侵奪上位
張祚受封長寧侯，他博學且強壯勇武，又有政治才能，可是為人狡詐善於奉承，與張重華寵臣趙長、尉緝等人勾結並結為異姓兄弟。建興四十一年（353年）張重華病重時，曾下手令召酒泉太守謝艾入朝輔政，但為趙長等壓下。同年張重華死，由其年幼的长子張曜靈繼位，趙長等就假稱張重華遺令，以張祚為持節、都督中外諸軍事、撫軍將軍身份輔政。時趙長等以張曜靈年幼，稱國家需要年長君主，张祚因与张重华之母馬太后通奸，遂煽动马太后废黜了張曜靈，立张祚為主。張祚於是自稱大都督、大將軍、涼州牧、涼公。張祚位後即淫亂張重華的妻妾及其未嫁女兒。
和平元年（354年），张祚称帝，改元「和平」，設宗廟、八佾舞，並置百官，尚書馬岌因切諫被免官，郎中丁琪進諫更被殺，又殺謝艾。張祚又曾進攻驪靬，但大敗而還。同年東晉桓溫北伐，也有配合北伐的秦州刺史王擢派人報告張祚稱桓溫善於用兵，軍勢難測。張祚聞訊恐懼，但還擔憂王擢會倒過來進攻自己，於是派人暗殺他，但因被王擢發現而不成。張祚在暗殺失敗後更加恐懼，於是出兵聲稱要東征，實則是想西退至敦煌自保，只是遇上桓溫退兵才取消行動。不過，張祚仍繼續打擊王擢，派了牛霸率三千兵打敗王擢，逼使王擢投降前秦。

### 亂政致禍
张祚治国不道，曾置五都尉去專抓別人過失，又限定四品以下官員不得送贈衣布，庶人不能畜養奴婢及乘坐車馬。张祚为人荒淫暴虐，国人无不侧目，都作諷刺其淫亂的詩。和平二年（355年），張祚因不欲河州刺史張瓘強大，於是命令他去討伐叛胡，其實已派易揣及張玲率三千兵襲擊張瓘。王鸞識術數，向張祚說：「這支軍隊出去，肯定不會回來，涼國會陷於危險。」更上陳張祚三不道。張祚聞言大怒，認定王鸞所說是妖言，將他處斬。王鸞臨死前就說：「我死後，軍隊在外面戰敗，大王在內死亡，肯定會發生的！」張祚更誅殺王鸞一族人。不過，張瓘就殺了張祚派去代其守枹罕的索孚，易揣等渡過黃河途中就被張瓘攻擊，張瓘更出兵跟隨單騎逃還的易揣，兵向姑臧。張瓘軍前來的消息震動姑臧人心，時宋混、宋澄兄弟因其兄宋修與張祚有前嫌，就出城聚眾響應張瓘，並反攻姑臧。時張瓘傳檄州郡，要復立張曜靈，故張祚就派楊秋胡殺害張曜靈；另又收捕並處死張瓘的兩個弟弟張琚及張嵩。二人知要被捕時卻在市招募數百，大叫張瓘大軍已經到達姑臧城東，恐嚇敢動手的人要被誅三族。收捕的人果被嚇退，然後二人西城門迎宋混等入城。趙長等人懼怕因擁立張祚獲罪，於是請馬太后出殿，改立張玄靚為主，不過易揣等人卻引兵入殿，收殺趙長等人。宋混等入城後，張祚按劍命令部眾死戰，但因為他失眾心，將士根本毫無鬥志，張祚於是為宋混等殺死，頭被斬下宣示內外，更遭曝屍在大道左邊，城內人民都大呼萬歲。

### 陵墓
事後張祚以庶人的禮儀下葬，直至其弟張天錫即位時，才改葬到愍陵，追諡為威王。

## 家庭

### 妻子
- 辛王后

### 子女
- 太子张泰和，一說張太和，354年立，355年被变军所杀。
- 建康公张庭坚，一說張廷堅，354年封，355年被变军所杀，張天錫後追封為金泽侯。